# 梅兰加尔城堡
梅兰加尔城堡（印地语：मेहरानगढ़ का किला；信德語：‎；英语：Mehrangarh Fort），位于印度拉贾斯坦邦焦特布尔，是印度最大的城堡之一。建于1459年左右，位于城市上方125米高处，周围环绕厚厚的城墙。城堡有七个门，其中有一座命名为得胜。城堡内有数座宫殿。

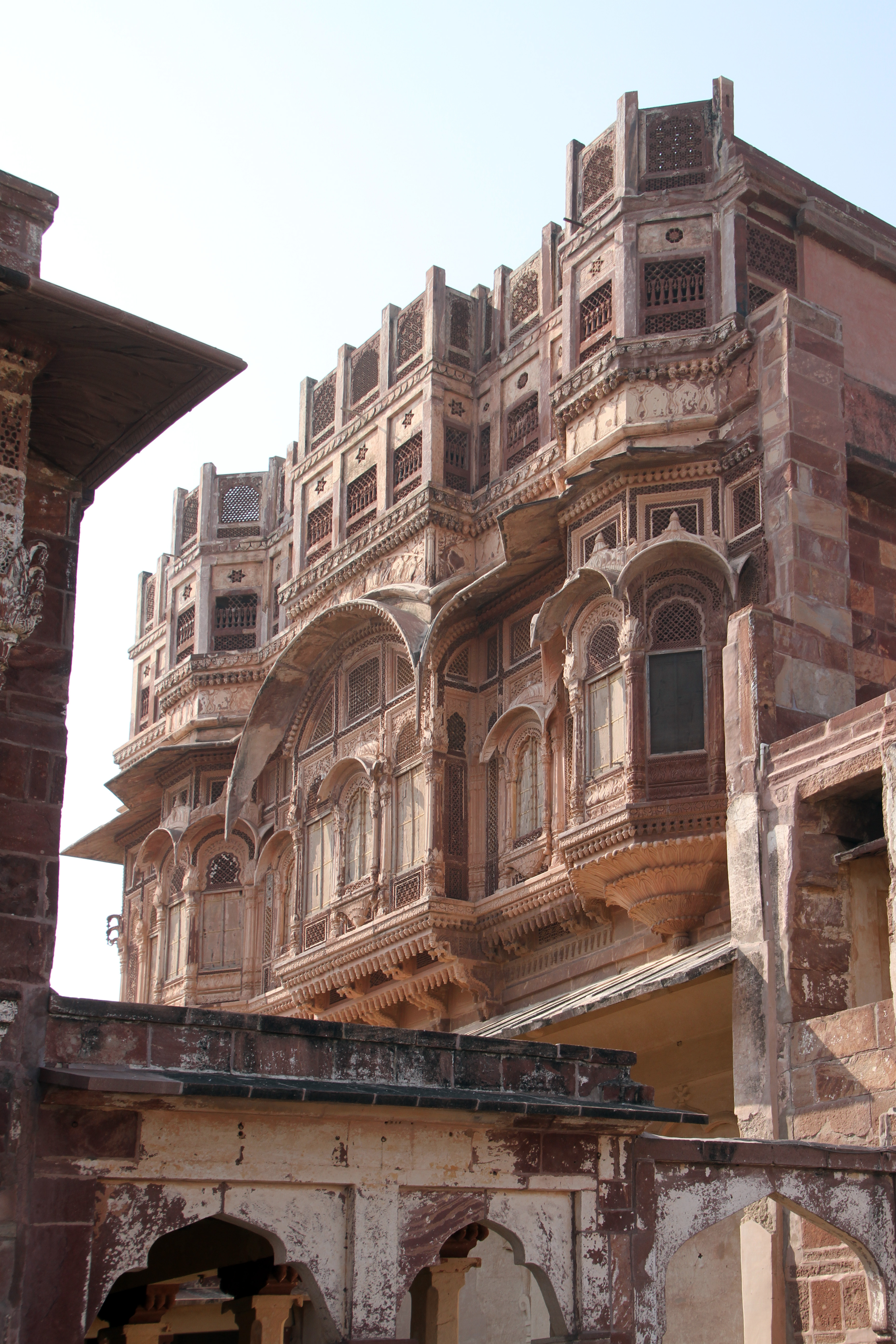
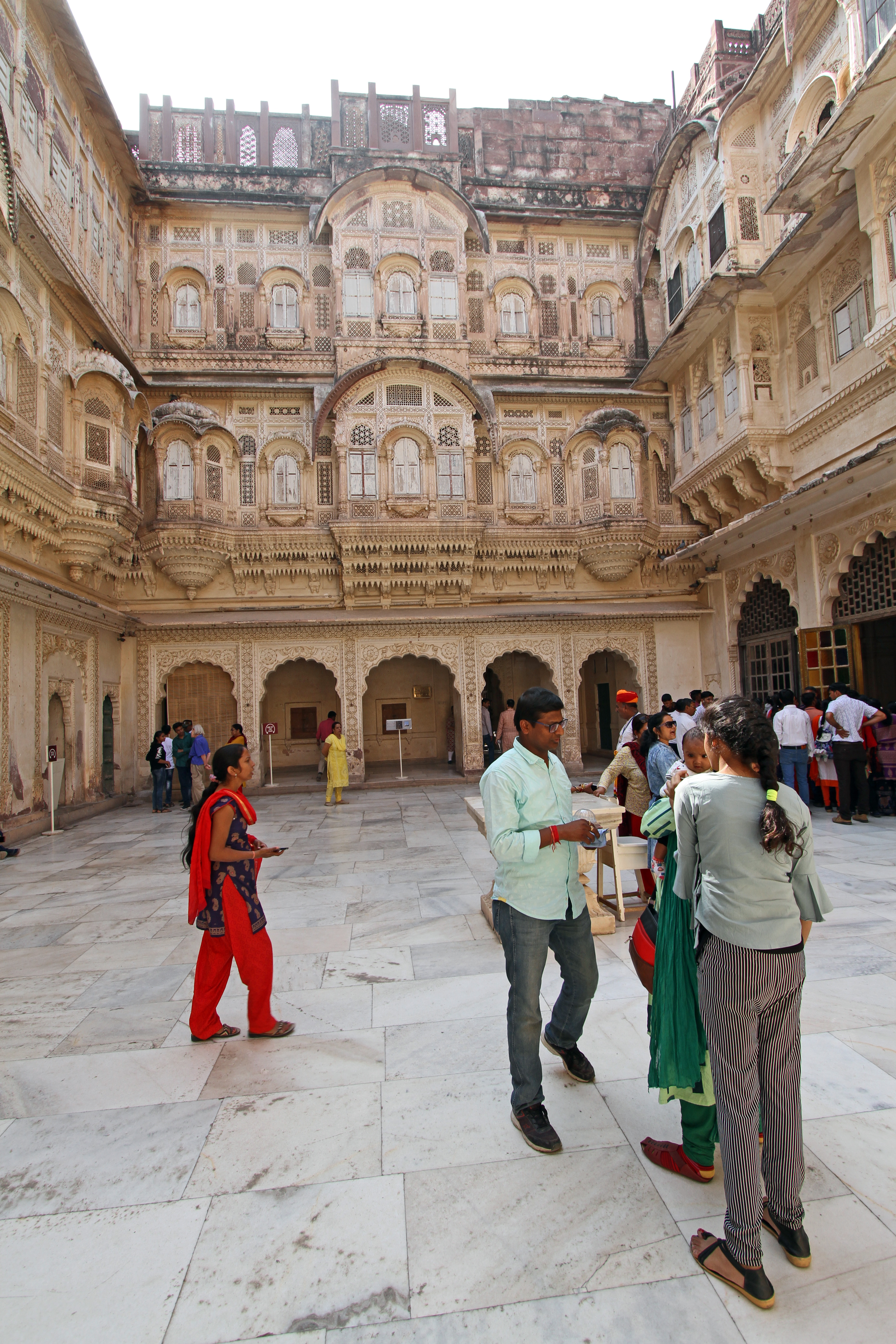
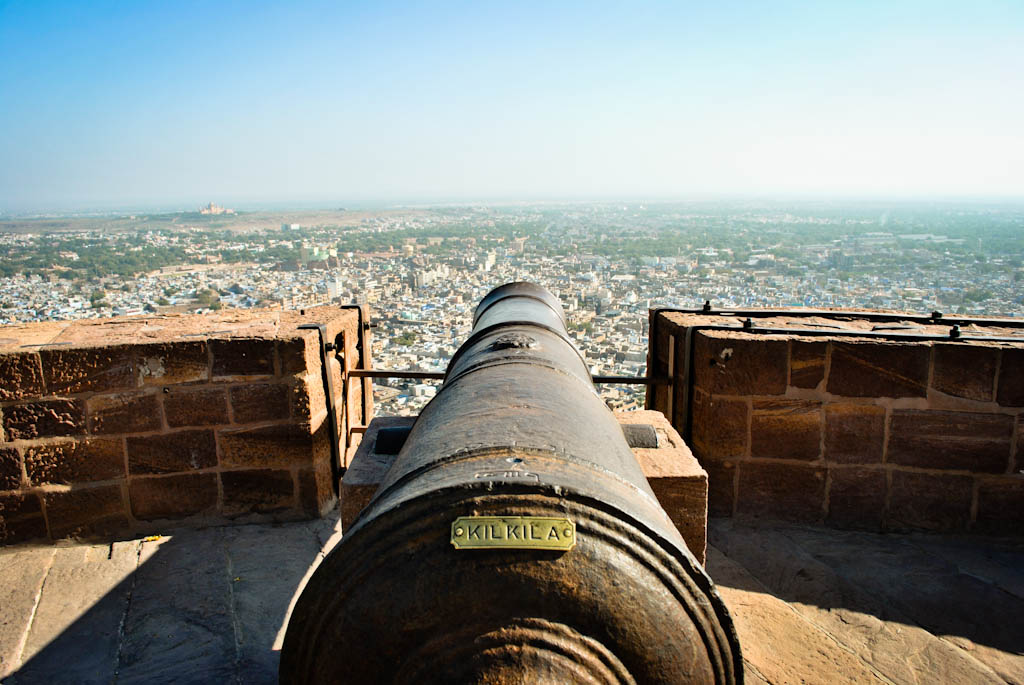
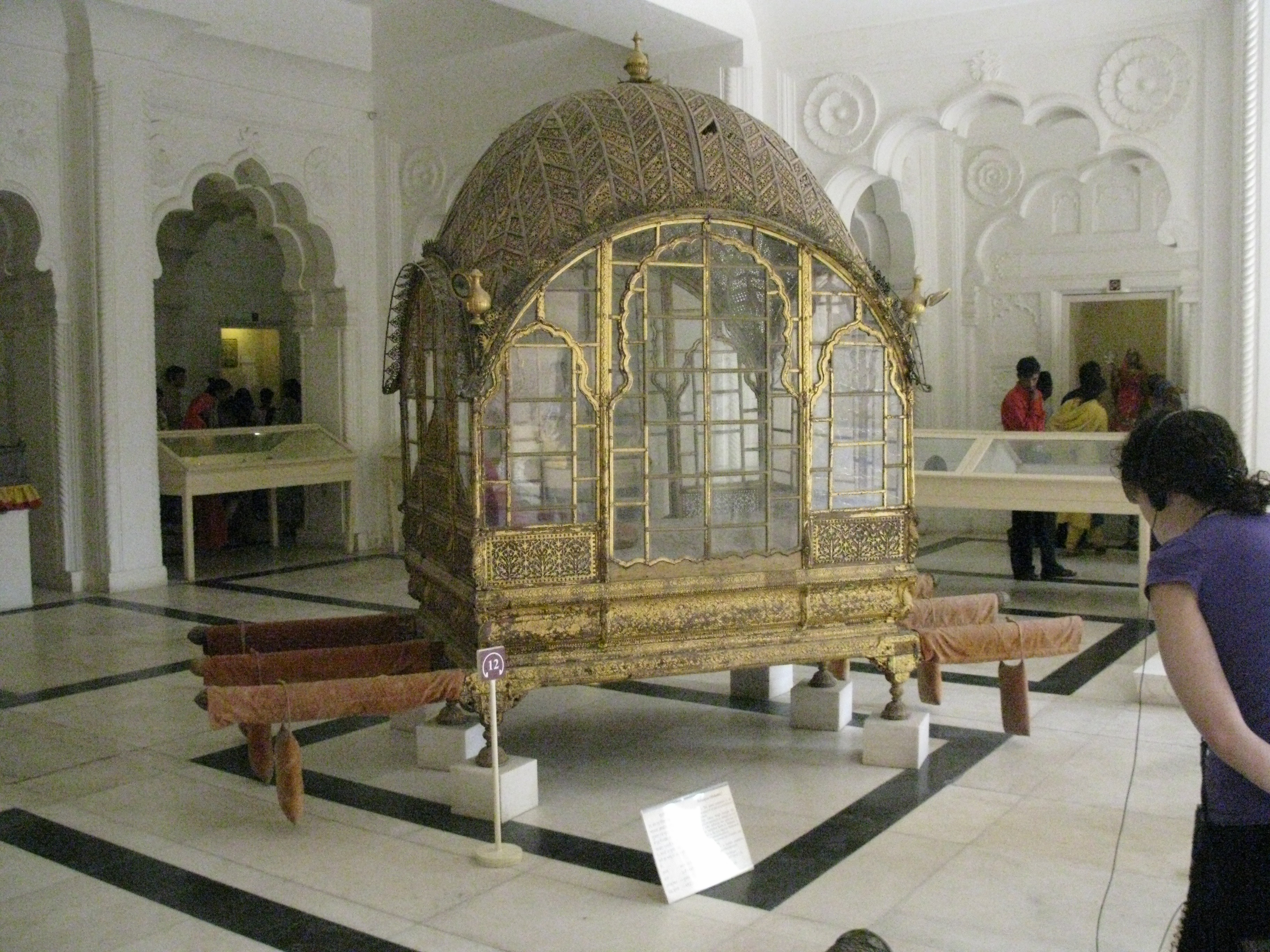
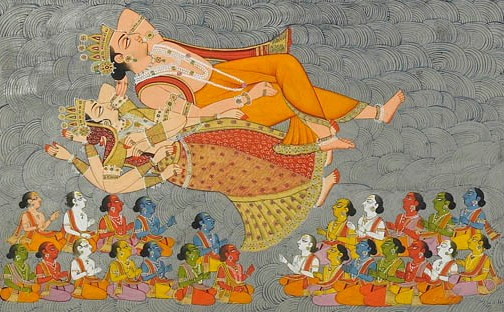
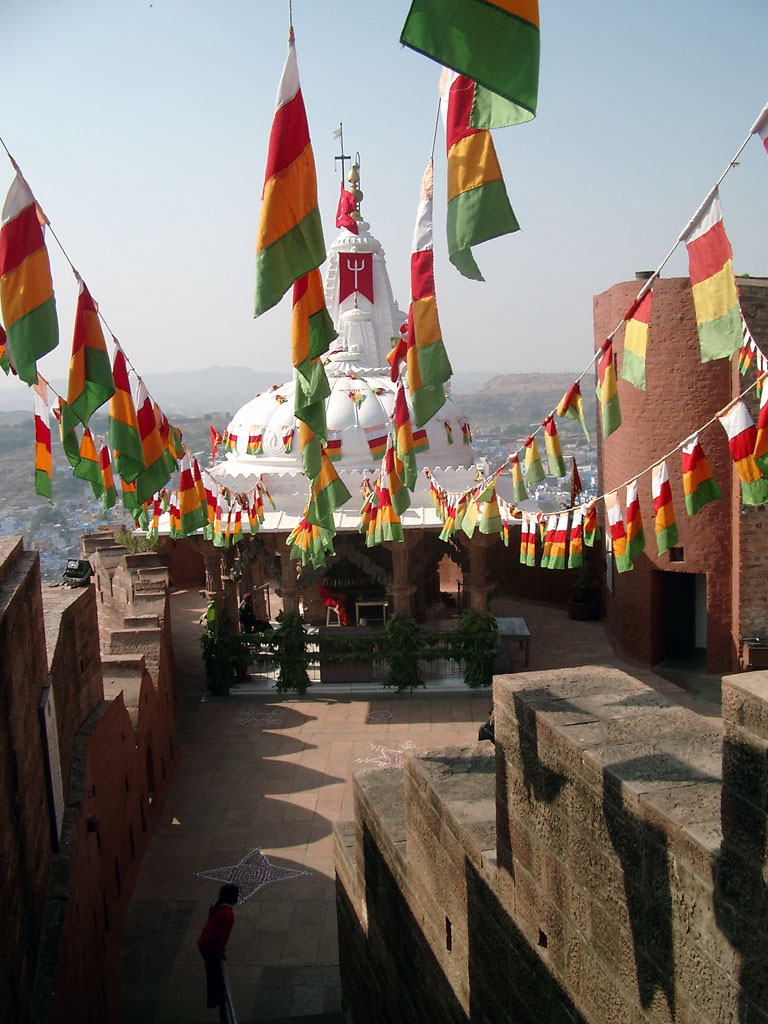

梅兰加尔城堡的博物馆展出武器、文物、绘画等。

## 外部連結
- 梅兰加尔城堡, 网络上的视听和制图材料